# ハンナ・スミス (ラグビー選手)
ハンナ・スミス（Hannah Smith、1992年10月30日 - ）は、スコットランドの女子ラグビー選手。

## プロフィール
- スコットランド・フォルカーク出身[1]。
- ポジションはセンター(CTB)。
- 身長 173cm、体重 78kg
- 7人制スコットランド代表に選ばれたことがある[2]。
- スコットランド代表に選ばれたことがある。

## 略歴
2021年、東京五輪の7人制女子イギリス代表スコッドに選ばれた。